# Циніки (фільм)
«Циніки» — радянський художній фільм режисера Дмитра Месхієва, знятий в 1991 році за романом Анатолія Марієнгофа, написаному в 1928 році і до опублікованого в СРСР тільки в 1988 році.

## Сюжет
Революційний Петроград. Викладач історії Володимир знайомиться з Ольгою, дочкою заможного городянина, який емігрував за кордон. Дівчина все, що відбувається сприймає з цинічним гумором. Згодом вони одружуються.
Ольга знайомиться з братом Володимира Сергієм, більшовицьким командиром, і стає його коханкою. Вражений, юнак вступає в зв'язок з хатньою робітницею Марфушою, що тільки забавляє його дружину. Сергій відправляється командувати фронтом, де він наказує розстріляти Гогу, брата Ольги, який воював на боці білих. Ця новина викликає у жінки напад сміху, який триває кілька днів. Сергій, коли став інвалідом, повертається в Петроград, Ольга радіє цьому, але втрачає до колишнього коханця інтерес.
Одного разу в ресторані вона прямо при чоловікові погоджується переспати з непманом Іллею Докучаєвим. Отримані від нього 15 000 доларів вона передає в фонд допомоги голодуючим. Ольга починає регулярно зустрічатися з Докучаєвим, а Володимир виявляється залученим в цей любовний трикутник як нахлібник-компаньйон. Дівчина заради розваги приводить нового коханця до Володимира і Сергія, де відверто розмовляє про своє життя з усіма трьома, а Докучаєв розповідає, як він розбагатів. Незабаром після цієї зустрічі Докучаєва заарештовує ВНК.
Одного разу під час занять Володимира викликає по телефону Ольга і повідомляє, що через п'ять хвилин буде стрілятися. Він поспішає додому, де знаходить дружину, що спокійно лежить в ліжку і вирішує, що це був черговий розіграш з її боку, проте Ольга показує скривавлену ганчірку і повідомляє, що у неї вже віднялися ноги. Володимир цю новину сприймає спокійно, а потім навіть повідомляє випадковому співрозмовнику, що він щасливий.

## У ролях
- Інгеборга Дапкунайте —  Ольга Костянтинівна
- Андрій Ільїн —  Володимир Васильович
- Ірина Розанова —  Марфуша
- Віктор Павлов —  Ілля Петрович Докучаєв
- Юрій Бєляєв —  Сергій
- Сергій Баталов —  товариш матусі
- Михайло Трухін —  Гога
- Олександр Шехтель —  Кацо
- Варвара Шабаліна —  співмешканка Кацо
- Катерина Васильєва —  дружина Докучаєва
- Микола Крюков —  букиніст
- Павло Корнаков — епізод

## Знімальна група
- Режисер — Дмитро Месхієв
- Сценарист — Валерій Тодоровський
- Оператор — Юрій Шайгарданов
- Композитор — Вадим Голутвін
- Художник — Володимир Южаков
- Продюсер — Марк Рудінштейн